# Sobreiró de Baixo
Sobreiró de Baixo ist ein Ort und eine ehemalige Gemeinde (Freguesia) im portugiesischen Kreis Vinhais. Die Gemeinde hatte 313 Einwohner (Stand 30. Juni 2011).
Am 29. September 2013 wurden die Gemeinden Sobreiró de Baixo und Alvaredos zur neuen Gemeinde União das Freguesias de Sobreiró de Baixo e Alvaredos zusammengeschlossen. Sobreiró de Baixo ist Sitz dieser neu gebildeten Gemeinde.